# Rivière Lessard (rivière Betsiamites)
Pour les articles homonymes, voir Lessard.
La rivière Lessard est un affluent de la rivière Betsiamites, coulant dans le territoire non organisé de Lac-au-Brochet et de Rivière-aux-Outardes, dans la municipalité régionale de comté (MRC) de La Haute-Côte-Nord, dans la région administrative de la Côte-Nord, dans la Province de Québec, au Canada.
La route 385 qui relie Forestville et Labrieville, traverse la zec de Forestville, en drainant le versant supérieur (situé au sud-est de la vallée) de la rivière Lessard. Cette route est rattachée vers le sud-est à la route 138 (à Forestville) qui longe la rive nord-ouest du fleuve Saint-Laurent,,.
La foresterie constitue la principale activité économique du secteur ; les activités récréotouristiques, en second ; les activités reliées à l’hydro-électricité, en troisième.
La surface de la rivière Lessard est habituellement gelée de la fin novembre au début avril, toutefois la circulation sécuritaire sur la glace se fait généralement de la mi-décembre à la fin mars.

## Géographie
La rivière Lessard prend sa source à l’embouchure du lac Lessard (longueur : 3,3 km ; altitude : 304 m), situé dans le territoire non
organisé du Lac-au-Brochet. Ce lac est situé à :
- 3,1 km au sud-est d’une courbe de la rivière Betsiamites ;
- 9,5 km à l'est du barrage de la centrale Bersimis-2 ;
- 6,1 km au sud-est de l’aéroport de Labrieville-Sud ;
- 5,4 km au sud-est de l’embouchure de la rivière Lessard ;
- 39,8 km à l'ouest de l’embouchure de la rivière Betsiamites (confluence avec le fleuve Saint-Laurent)[2],[5]

À partir de l’embouchure du lac Lessard, la rivière Lessard coule sur 6,9 km vers le nord-est, entièrement en zone forestière, en traversant d’abord le lac Hybride sur 0,5 km, en recueillant la décharge (venant du sud) de trois lacs dont le lac Peter, de la Huppe et du Tabès, puis en descendant un dénivelé de 189 m, jusqu’à son embouchure.
La rivière Lessard se déverse dans un coude de rivière sur la rive ouest de la rivière Betsiamites, dans Rivière-aux-Outardes. Cette confluence est située à :
- 7,7 km au nord-est de la limite nord de la zec de Forestville ;
- 56,8 km à l'est du barrage de la centrale Bersimis-1 ;
- 40,4 km à l'est du centre du village de Labrieville ;
- 14,2 km à l'est du barrage de la centrale centrale Bersimis-2 ;
- 35,3 km au nord-ouest de l'embouchure de la rivière Betsiamites ;
- 65,8 km au sud-est du centre-ville de Baie-Comeau[2],[6]

## Toponymie
Le toponyme rivière Lessard a été officialisé le 5 décembre 1968 à la Banque des noms de lieux de la Commission de toponymie du Québec.